# 니시테쓰고조역
니시테쓰고조역(일본어: 西鉄五条駅)은 일본 후쿠오카현 다자이후시에 위치한 서일본 철도 다자이후 선의 역이다.

## 역 구조
2면 2선이지만 일반적인 상대식 승강장과 달리 승강장이 선로 옆과 선로 가운데에 하나씩 있는 구조이고 지상역이다. 승강장은 굽어 있어 폭이 상당히 좁다. 발착 열차는 모두 1,3번 승강장을 사용하고 2번 승강장은 사용되지 않는다.

### 승강장
| 1 | ■ 다자이후 선 | 다자이후 방면                                                    |
| 2 | ■ 다자이후 선 |                                                                  |
| 3 | ■ 다자이후 선 | 니시테쓰후쓰카이치・니시테쓰 후쿠오카(덴진)・지쿠시・오고리 방면 |

## 역 주변
주변은 다자이후 시의 중심 시가지에 해당하는 지역으로 관광 시설보다 현지 주민들의 상업 시설이 많고 다자이후 시청도 본 역이 근처이다. 다자이후텐만구는 옆의 다자이후역이 근처이다.
또한, 인근에는 개인 병원이 많이 개업되어 있으며, 의료 관계가 충실하고 대학 및 단기 대학도 입지하였고 대학생과 단기 대학생의 이용도 많다.
- 후쿠오카 지방 도로 35호 지쿠시노고가 선
- 후쿠오카 지방 도로 76호 지쿠시노다자이후 선
- 국도 제3호선
- 다자이후 시청 - 북서쪽으로 약 400m
  - 다자이후 시 중앙 공민관, 시민 도서관 - 서쪽으로 약 450m.
  - 보건 센터
  - 시립 고조 어린이집
  - 남녀 공동 참여 센터 루미나스
  - 체육 센터
  - 사회 복지 협의회
    - 노인 복지 센터
- 후쿠오카 현립 다자이후 고등학교 - 남동쪽으로 2.5km, 본 역에서 버스 노선이 있다.
- 후쿠오카 국제 대학 - 동쪽으로 약 500m
- 후쿠오카 여자 단기대학 - 동쪽으로 약 500m
- 다자이후 시립 다자이후 중학교 - 동쪽으로 약 250m
- 다자이후 우체국
- 다자이후 시 상공회
- 조인트 다자이후점
- 후쿠오카 현립 정신 의료 센터 다자이후 병원 - 남쪽으로 약 300m
- 간제온지 - 북서쪽으로 약 700m
- 다자이후 정청 흔적 - 서쪽으로 약 300m

## 역사
- 1902년 5월 1일: 다자이후 궤도 위에 고조역으로 개설됨.
- 1927년 9월 24일: 노선의 개축에 따라 폐지됨.
- 1928년 5월 3일: 고조구치역으로 재개업.
- 1931년 10월 17일: 이설, 고조역으로 역명 변경.
- 1942년
  - 6월 10일: 종계장 앞역으로 역명 변경.
  - 9월 22일: 규슈 철도 등의 합병으로 서일본 철도가 성립되어 본 회사의 역이 됨.
- 1948년 10월 25일: 니시테쓰고조역으로 역명 변경.
- 1971년: 역사 개축.
- 1994년 3월 23일: 역사 개축.
- 2017년 2월 1일: 역 번호 도입.

## 인접역
| 서일본 철도 ■ 다자이후 선                      | 서일본 철도 ■ 다자이후 선 | 서일본 철도 ■ 다자이후 선  |
| ---------------------------------------------- | ------------------------- | -------------------------- |
| T13 니시테쓰후쓰카이치 니시테쓰후쓰카이치 방면 |                           | 다자이후 D02 다자이후 방면 |